# Campionato europeo maschile di pallacanestro Under-20 2015
Il 18º Campionato Europeo maschile Under-20 di Pallacanestro FIBA (noto anche come FIBA EuroBasket Under-20 2015) si è svolto a Lignano Sabbiadoro e a Latisana, in Italia, dal 7 luglio al 19 luglio 2015.
Data la decisione di FIBA Europe, del ritorno alle 16 squadre partecipanti, le ultime 7 classificate sono direttamente relegate, a partire dalla prossima edizione, all'Europeo di Division B.

## Risultati

### Prima fase

#### Gruppo A
| Pos. | Squadra              | Pt | G | V | P | PF  | PS  | Dp  |
| ---- | -------------------- | -- | - | - | - | --- | --- | --- |
| 1.   | Francia              | 7  | 4 | 3 | 1 | 261 | 217 | +44 |
| 2.   | Belgio               | 7  | 4 | 3 | 1 | 260 | 251 | +9  |
| 3.   | Italia               | 6  | 4 | 2 | 2 | 239 | 244 | -5  |
| 4.   | Croazia              | 5  | 4 | 1 | 3 | 250 | 271 | -21 |
| 5.   | Bosnia ed Erzegovina | 5  | 4 | 1 | 3 | 240 | 267 | -27 |

| Arbitri: | Daniel Hierrezuelo Oliver Krause Martin Horozov |

|                 |          |                 |
| Polutak 17      | Punti    | 21 Lecomte      |
| due giocatori 2 | Assist   | 2 due giocatori |
| due giocatori 8 | Rimbalzi | 11 Bako         |

| Arbitri: | Fernando Rocha Robert Vyklicky Sergei Beliakov |

|           |          |                |
| Gabrić 16 | Punti    | 14 Cappelletti |
| Žganec 3  | Assist   | 2 Cappelletti  |
| Jukić 14  | Rimbalzi | 9 Fontecchio   |

| Arbitri: | Fernando Rocha Gentian Cici Martin Horozov |

|                 |          |                 |
| Bouteille 21    | Punti    | 11 Bošnjak      |
| due giocatori 3 | Assist   | 2 due giocatori |
| Yabusele 8      | Rimbalzi | 7 Jukić         |

| Arbitri: | Robert Vyklicky Milos Koljensic Zdenko Zubak |

|               |          |             |
| Vedovato 12   | Punti    | 28 Buža     |
| Cappelletti 3 | Assist   | 7 Zahiragić |
| Vencato 8     | Rimbalzi | 10 Buža     |

| Arbitri: | Serhij Zaščuk Marek Maliszewski Mario Majkic |

|                 |          |                 |
| Lakić 16        | Punti    | 25 Bouteille    |
| Zahiragić 3     | Assist   | 4 Duwiquet      |
| tre giocatori 7 | Rimbalzi | 5 due giocatori |

| Arbitri: | Oskars Lucis Ersan Kartal Pedro Coelho |

|              |          |                 |
| Lecomte 19   | Punti    | 14 Laquintana   |
| Hemeleers 4  | Assist   | 3 due giocatori |
| Van Vliet 10 | Rimbalzi | 9 Akele         |

| Arbitri: | Oskars Lucis Oliver Krause James Alexander Boyer |

|                    |          |              |
| Luwawu-Cabarrot 17 | Punti    | 14 Kesteloot |
| Duwiquet 2         | Assist   | 2 Lecomte    |
| Lessort 10         | Rimbalzi | 8 Bako       |

| Arbitri: | Serhij Zaščuk Gentian Cici Pedro Coelho |

|           |          |                  |
| Gabrić 29 | Punti    | 19 due giocatori |
| Gulam 6   | Assist   | 3 Buža           |
| Ćorić 11  | Rimbalzi | 12 Polutak       |

| Arbitri: | Robert Vyklicky Pedro Coelho Martin Horozov |

|              |          |            |
| Lecomte 32   | Punti    | 16 Bošnjak |
| Lecomte 6    | Assist   | 3 Ćorić    |
| Kesteloot 11 | Rimbalzi | 11 Jukić   |

| Arbitri: | Daniel Hierrezuelo Oliver Krause Andrei Sharapa |

|                 |          |             |
| Laquintana 15   | Punti    | 13 Yabusele |
| due giocatori 2 | Assist   | 3 Rozenfeld |
| Akele 8         | Rimbalzi | 9 Yabusele  |

#### Gruppo B
| Pos. | Squadra  | Pt | G | V | P | PF  | PS  | Dp   |
| ---- | -------- | -- | - | - | - | --- | --- | ---- |
| 1.   | Serbia   | 8  | 4 | 4 | 0 | 353 | 253 | +100 |
| 2.   | Israele  | 7  | 4 | 3 | 1 | 292 | 299 | -7   |
| 3.   | Lettonia | 6  | 4 | 2 | 2 | 268 | 253 | +15  |
| 4.   | Grecia   | 5  | 4 | 1 | 3 | 236 | 261 | -25  |
| 5.   | Bulgaria | 4  | 4 | 0 | 4 | 244 | 327 | -83  |

| Arbitri: | Mindaugas Vecerskis Ersan Kartal Mario Majkic |

|                 |          |          |
| Ivkov 17        | Punti    | 19 Leumi |
| Hadzhirusev 2   | Assist   | 5 Leumi  |
| due giocatori 4 | Rimbalzi | 14 Segev |

| Arbitri: | Serhij Zaščuk Haris Bijedic Gentian Cici |

|             |          |                  |
| Mežnieks 12 | Punti    | 10 Christodoulou |
| Pļavnieks 5 | Assist   | 3 tre giocatori  |
| Šmits 8     | Rimbalzi | 7 due giocatori  |

| Arbitri: | Daniel Hierrezuelo Lorenzo Baldini James Alexander Boyer |

|                     |          |                 |
| due giocatori 11    | Punti    | 14 Mežnieks     |
| quattro giocatori 2 | Assist   | 2 tre giocatori |
| tre giocatori 6     | Rimbalzi | 16 Šmits        |

| Arbitri: | Serhij Zaščuk Pedro Coelho Nick Van den Broeck |

|                 |          |            |
| Liapīs 19       | Punti    | 17 Ivkov   |
| due giocatori 2 | Assist   | 3 Milov    |
| Spyropoulos 8   | Rimbalzi | 7 Vangelov |

| Arbitri: | Fernando Rocha Sergei Beliakov Mindaugas Vecerskis |

|                 |          |                  |
| Sharon 16       | Punti    | 15 Christodoulou |
| Sharon 4        | Assist   | 3 due giocatori  |
| tre giocatori 7 | Rimbalzi | 9 Theodorou      |

| Arbitri: | Zdenko Zubak Nick Van den Broeck Ciprian Stoica |

|            |          |             |
| Milov 16   | Punti    | 21 Gudurić  |
| Iliev 5    | Assist   | 7 Jaramaz   |
| Georgiev 5 | Rimbalzi | 7 Rakićević |

| Arbitri: | Ersan Kartal Sergei Beliakov Mario Majkic |

|             |          |                  |
| Lomažs 18   | Punti    | 12 due giocatori |
| Plavnieks 7 | Assist   | 3 due giocatori  |
| Šmits 9     | Rimbalzi | 7 Kochev         |

| Arbitri: | Daniel Hierrezuelo Lorenzo Baldini Nick Van den Broeck |

|             |          |          |
| Gudurić 17  | Punti    | 16 Mor   |
| Jaramaz 5   | Assist   | 6 Sharon |
| Rakićević 8 | Rimbalzi | 6 Mor    |

| Arbitri: | Carmelo Paternico Marek Maliszewski Mario Majkic |

|             |          |                 |
| Liapīs 16   | Punti    | 18 Zagorac      |
| Stamatīs 4  | Assist   | 3 tre giocatori |
| Theodorou 5 | Rimbalzi | 6 Zagorac       |

| Arbitri: | Srdan Dozai Sergei Beliakov Ciprian Stoica |

|           |          |          |
| Sharon 19 | Punti    | 27 Šmits |
| Sharon 3  | Assist   | 5 Lomažs |
| Weisz 9   | Rimbalzi | 17 Šmits |

#### Gruppo C
| Pos. | Squadra   | Pt | G | V | P | PF  | PS  | Dp   |
| ---- | --------- | -- | - | - | - | --- | --- | ---- |
| 1.   | Spagna    | 8  | 4 | 4 | 0 | 292 | 238 | +54  |
| 2.   | Rep. Ceca | 7  | 4 | 3 | 1 | 318 | 259 | +59  |
| 3.   | Ucraina   | 6  | 4 | 2 | 2 | 285 | 284 | +1   |
| 4.   | Russia    | 5  | 4 | 1 | 3 | 253 | 263 | -10  |
| 5.   | Polonia   | 4  | 4 | 0 | 4 | 230 | 334 | -104 |

| Arbitri: | Oskars Lucis Josip Radojkovic Georgios Poursanidis |

|            |          |            |
| Antypov 21 | Punti    | 16 Nizioł  |
| Sydorov 6  | Assist   | 5 Dzierżak |
| Antypov 12 | Rimbalzi | 6 Kulka    |

| Arbitri: | Ademir Zurapović Ciprian Stoica Ofer Manheim |

|                 |          |                 |
| Hernangómez 21  | Punti    | 18 Pecháček     |
| Sans 3          | Assist   | 3 Kouřil        |
| due giocatori 9 | Rimbalzi | 7 due giocatori |

| Arbitri: | Haris Bijedic Oliver Krause Ofer Manheim |

|              |          |                |
| Martynov 16  | Punti    | 13 Hernangómez |
| Uchov 3      | Assist   | 4 Alonso       |
| Gankevich 12 | Rimbalzi | 10 Hernangómez |

| Arbitri: | Srdan Dozai Mindaugas Vecerskis Andres Gaston Bartel Maina |

|            |          |            |
| Peterka 21 | Punti    | 21 Antypov |
| Kouřil 9   | Assist   | 4 Sydorov  |
| Peterka 8  | Rimbalzi | 11 Pryimak |

| Arbitri: | Milos Koljensic Mehdi Difallah Martin Horozov |

|            |          |            |
| Kulka 17   | Punti    | 22 Peterka |
| Dzierżak 5 | Assist   | 12 Kouřil  |
| Kulka 6    | Rimbalzi | 11 Peterka |

| Arbitri: | Carmelo Paternico Josip Radojkovic Andres Gaston Bartel Maina |

|            |          |            |
| Antypov 21 | Punti    | 20 Popov   |
| Sydorov 6  | Assist   | 2 Gavrilov |
| Antypov 15 | Rimbalzi | 11 Popov   |

| Arbitri: | Haris Bijedic Mindaugas Vecerskis Andres Gaston Bartel Maina |

|             |          |                 |
| Gankevič 23 | Punti    | 17 Witliński    |
| Gavrilov 3  | Assist   | 2 Konopatzki    |
| Uchov 7     | Rimbalzi | 7 due giocatori |

| Arbitri: | Ademir Zurapović Marek Maliszewski Ofer Manheim |

|                 |          |            |
| García 17       | Punti    | 21 Antypov |
| due giocatori 3 | Assist   | 7 Boyarkin |
| Hernangómez 14  | Rimbalzi | 6 Antypov  |

| Arbitri: | Ademir Zurapović Nick Van den Broeck James Alexander Boyer |

|            |          |             |
| Peterka 18 | Punti    | 14 Gankevič |
| Kouřil 8   | Assist   | 4 Gavrilov  |
| Peterka 12 | Rimbalzi | 9 Gankevič  |

| Arbitri: | Lorenzo Baldini Zdenko Zubak Ofer Manheim |

|            |          |                |
| Kulka 14   | Punti    | 14 Hernangómez |
| Wadowski 4 | Assist   | 4 Martín       |
| Kulka 7    | Rimbalzi | 10 Sima        |

#### Gruppo D
| Pos. | Squadra       | Pt | G | V | P | PF  | PS  | Dp  |
| ---- | ------------- | -- | - | - | - | --- | --- | --- |
| 1.   | Turchia       | 7  | 4 | 3 | 3 | 248 | 227 | +21 |
| 2.   | Lituania      | 7  | 4 | 3 | 1 | 252 | 227 | +25 |
| 3.   | Germania      | 6  | 4 | 2 | 2 | 237 | 239 | -2  |
| 4.   | Slovenia      | 6  | 4 | 2 | 2 | 270 | 286 | -16 |
| 5.   | Gran Bretagna | 4  | 4 | 0 | 4 | 231 | 259 | -28 |

| Arbitri: | Srdan Dozai Zdenko Zubak Lorenzo Baldini |

|            |          |                     |
| Birsen 10  | Punti    | 14 Lautier-Ogunleye |
| Özmızrak 6 | Assist   | 5 Akodo             |
| Koşut 12   | Rimbalzi | 14 Bigby-Williams   |

| Arbitri: | Carmelo Paternico Milos Koljensic Mehdi Difallah |

|                 |          |         |
| Mesiček 16      | Punti    | 15 Obst |
| due giocatori 3 | Assist   | 2 Obst  |
| Čančar 8        | Rimbalzi | 11 Grof |

| Arbitri: | Carmelo Paternico Josip Radojkovic Andrei Sharapa |

|            |          |             |
| Sabonis 14 | Punti    | 14 Özmızrak |
| Sabonis 4  | Assist   | 3 Özmızrak  |
| Sabonis 11 | Rimbalzi | 6 Yaşar     |

| Arbitri: | Oskars Lucis Marek Maliszewski Mehdi Difallah |

|                   |          |                 |
| Bigby-Williams 18 | Punti    | 26 Nikolić      |
| due giocatori 6   | Assist   | 3 due giocatori |
| Bigby-Williams 12 | Rimbalzi | 8 due giocatori |

| Arbitri: | Robert Vyklicky Ademir Zurapović James Alexander Boyer |

|           |          |           |
| Ferner 16 | Punti    | 11 Lawson |
| Obst 5    | Assist   | 4 Akodo   |
| Ferner 8  | Rimbalzi | 9 Lawson  |

| Arbitri: | Haris Bijedic Andrei Sharapa Georgios Poursanidis |

|                 |          |              |
| Mesiček 19      | Punti    | 19 Valinskas |
| Barbarič 2      | Assist   | 3 Žalalis    |
| due giocatori 5 | Rimbalzi | 15 Sabonis   |

| Arbitri: | Srdan Dozai Mehdi Difallah Georgios Poursanidis |

|             |          |            |
| Jurgutis 15 | Punti    | 11 Ugrai   |
| Jurgutis 2  | Assist   | 2 Akipinar |
| Sabonis 14  | Rimbalzi | 5 Ugrai    |

| Arbitri: | Milos Koljensic Andrei Sharapa Ciprian Stoica |

|                  |          |            |
| due giocatori 13 | Punti    | 19 Nikolić |
| due giocatori 3  | Assist   | 8 Nikolić  |
| Koşut 9          | Rimbalzi | 8 Nikolić  |

| Arbitri: | Ersan Kartal Gentian Cici Andres Gaston Bartel Maina |

|                    |          |            |
| Bigby-Williams 15  | Punti    | 14 Šeškus  |
| Lautier-Ogunleye 3 | Assist   | 5 Šeškus   |
| Bigby-Williams 7   | Rimbalzi | 14 Sabonis |

| Arbitri: | Fernando Rocha Josip Radojkovic Georgios Poursanidis |

|               |          |                  |
| Sengfelder 14 | Punti    | 13 due giocatori |
| Dizdarević 3  | Assist   | 2 Özmızrak       |
| Mayr 8        | Rimbalzi | 7 due giocatori  |

### Seconda fase

#### Gruppo E
| Pos. | Squadra  | Pt | G | V | P | PF  | PS  | Dp  |
| ---- | -------- | -- | - | - | - | --- | --- | --- |
| 1.   | Serbia   | 10 | 5 | 5 | 0 | 376 | 318 | +58 |
| 2.   | Francia  | 8  | 5 | 3 | 2 | 307 | 268 | +39 |
| 3.   | Lettonia | 7  | 5 | 2 | 3 | 330 | 313 | +17 |
| 4.   | Belgio   | 7  | 5 | 2 | 3 | 335 | 351 | -16 |
| 5.   | Italia   | 7  | 5 | 2 | 3 | 304 | 334 | -30 |
| 5.   | Israele  | 6  | 5 | 1 | 4 | 323 | 391 | -68 |

| Arbitri: | Serhij Zaščuk Josip Radojkovic Martin Horozov |

|                  |          |               |
| due giocatori 10 | Punti    | 11 Dussoulier |
| due giocatori 3  | Assist   | 5 Rozenfeld   |
| tre giocatori 6  | Rimbalzi | 10 Kaba       |

| Arbitri: | Daniel Hierrezuelo Mehdi Difallah Mario Majkic |

|           |          |                  |
| Sharon 14 | Punti    | 24 due giocatori |
| Sharon 6  | Assist   | 5 Lecomte        |
| Segev 8   | Rimbalzi | 17 Bako          |

| Arbitri: | Fernando Rocha Andrei Sharapa Marek Maliszewski |

|                 |          |            |
| Spissu 12       | Punti    | 15 Jaramaz |
| due giocatori 3 | Assist   | 2 Gudurić  |
| due giocatori 5 | Rimbalzi | 7 Gudurić  |

| Arbitri: | Fernando Rocha Robert Vyklicky Mario Majkic |

|                   |          |                 |
| due giocatori 14  | Punti    | 8 due giocatori |
| Duwiquet 6        | Assist   | 1 tre giocatori |
| Luwawu-Cabarrot 8 | Rimbalzi | 10 Mor          |

| Arbitri: | Serhij Zaščuk Mindaugas Vecerskis Martin Horozov |

|             |          |                 |
| Akyazılı 19 | Punti    | 17 Tejić        |
| Lecomte 5   | Assist   | 3 Gudurić       |
| Vanwijn 12  | Rimbalzi | 8 due giocatori |

| Arbitri: | Srdan Dozai Sergei Beliakov Georgios Poursanidis |

|                 |          |                     |
| Gludītis 21     | Punti    | 12 Spatti           |
| due giocatori 3 | Assist   | 1 quattro giocatori |
| Geks 7          | Rimbalzi | 6 Zilli             |

| Arbitri: | Ademir Zurapović Mehdi Difallah Mario Majkic |

|            |          |                  |
| Lecomte 17 | Punti    | 26 Šmits         |
| Lecomte 6  | Assist   | 4 Lomažs         |
| Bako 8     | Rimbalzi | 10 due giocatori |

| Arbitri: | Fernando Rocha Robert Vyklicky Pedro Coelho |

|                 |          |                    |
| Zagorac 14      | Punti    | 15 Luwawu-Cabarrot |
| due giocatori 3 | Assist   | 4 Rozenfeld        |
| Tejić 6         | Rimbalzi | 11 Lessort         |

| Arbitri: | Serhij Zaščuk Josip Radojkovic Ciprian Stoica |

|                 |          |                 |
| Leumi 16        | Punti    | 17 Fontecchio   |
| Segal 5         | Assist   | 3 due giocatori |
| tre giocatori 6 | Rimbalzi | 7 Akele         |

#### Gruppo F
| Pos. | Squadra   | Pt | G | V | P | PF  | PS  | Dp  |
| ---- | --------- | -- | - | - | - | --- | --- | --- |
| 1.   | Spagna    | 10 | 5 | 5 | 0 | 351 | 276 | +75 |
| 2.   | Turchia   | 9  | 5 | 4 | 1 | 330 | 289 | +41 |
| 3.   | Rep. Ceca | 7  | 2 | 2 | 3 | 361 | 357 | +4  |
| 4.   | Lituania  | 7  | 2 | 2 | 3 | 312 | 322 | -10 |
| 5.   | Germania  | 7  | 2 | 2 | 3 | 280 | 321 | -31 |
| 6.   | Ucraina   | 5  | 2 | 0 | 5 | 311 | 380 | -69 |

| Arbitri: | Ersan Kartal Nick Van den Broeck Ciprian Stoica |

|             |          |           |
| Šeškus 20   | Punti    | 19 Škranc |
| Valinskas 7 | Assist   | 3 Peterka |
| Sabonis 13  | Rimbalzi | 8 Peterka |

| Arbitri: | Srdan Dozai Georgios Poursanidis Pedro Coelho |

|                 |          |                  |
| due giocatori 8 | Punti    | 11 due giocatori |
| due giocatori 2 | Assist   | 6 Martín         |
| Ugrai 6         | Rimbalzi | 6 due giocatori  |

| Arbitri: | Carmelo Paternico Haris Bijedic Andres Gaston Bartel Maina |

|                 |          |                  |
| Dziuba 18       | Punti    | 24 Koşut         |
| due giocatori 4 | Assist   | 8 Özmızrak       |
| Antypov 15      | Rimbalzi | 11 due giocatori |

| Arbitri: | Carmelo Paternico Gentian Cici Marek Maliszewski |

|                 |          |                 |
| Martín 22       | Punti    | 15 Valinskas    |
| due giocatori 2 | Assist   | 2 due giocatori |
| due giocatori 6 | Rimbalzi | 6 due giocatori |

| Arbitri: | Oskars Lucis Andrei Sharapa James Alexander Boyer |

|                 |          |                 |
| Peterka 21      | Punti    | 24 Ulubay       |
| Kouřil 4        | Assist   | 6 Özmızrak      |
| due giocatori 9 | Rimbalzi | 7 due giocatori |

| Arbitri: | Daniel Hierrezuelo Josip Radojkovic Nick Van den Broeck |

|               |          |                 |
| Sengfelder 16 | Punti    | 11 Antypov      |
| Ugrai 2       | Assist   | 2 tre giocatori |
| Sengfelder 12 | Rimbalzi | 11 Antypov      |

| Arbitri: | Srdan Dozai Haris Bijedic Oliver Krause |

|                 |          |                |
| Birsen 11       | Punti    | 15 Hernangómez |
| due giocatori 2 | Assist   | 3 Abalde       |
| due giocatori 5 | Rimbalzi | 14 Diop        |

| Arbitri: | Milos Koljensic Georgios Poursanidis Andres Gaston Bartel Maina |

|            |          |                 |
| Sabonis 18 | Punti    | 12 Balaban      |
| Sabonis 6  | Assist   | 2 tre giocatori |
| Sabonis 28 | Rimbalzi | 9 Antypov       |

| Arbitri: | Oskars Lucis Gentian Cici Martin Horozov |

|             |          |                  |
| Pecháček 14 | Punti    | 14 due giocatori |
| Kouřil 5    | Assist   | 3 Ugrai          |
| Pecháček 10 | Rimbalzi | 10 Grof          |

### Incontri di classificazione

#### Gruppo G
| Pos. | Squadra       | Pt | G | V | P | PF  | PS  | Dp  |
| ---- | ------------- | -- | - | - | - | --- | --- | --- |
| 1.   | Russia        | 6  | 3 | 3 | 0 | 247 | 205 | +42 |
| 2.   | Gran Bretagna | 5  | 3 | 2 | 1 | 218 | 195 | +23 |
| 3.   | Croazia       | 4  | 3 | 1 | 2 | 216 | 200 | +16 |
| 4.   | Bulgaria      | 3  | 3 | 0 | 3 | 161 | 242 | -81 |

| Latisana 13 luglio 2015, ore 14:15 UTC+1 | Croazia | 64 – 68 referto | Gran Bretagna | Palasport Latisana |

| Latisana 13 luglio 2015, ore 18:15 UTC+1 | Bulgaria | 61 – 84 referto | Russia | Palasport Latisana |

| Latisana 14 luglio 2015, ore 14:15 UTC+1 | Gran Bretagna | 77 – 51 referto | Bulgaria | Palasport Latisana |

| Latisana 14 luglio 2015, ore 18:15 UTC+1 | Russia | 83 – 71 referto | Croazia | Palasport Latisana |

| Latisana 15 luglio 2015, ore 14:15 UTC+1 | Croazia | 81 – 47 referto | Bulgaria | Palasport Latisana |

| Latisana 15 luglio 2015, ore 16:30 UTC+1 | Russia | 80 – 73 referto | Gran Bretagna | Palasport Latisana |

#### Gruppo H
| Pos. | Squadra              | Pt | G | V | P | PF  | PS  | Dp  |
| ---- | -------------------- | -- | - | - | - | --- | --- | --- |
| 1.   | Polonia              | 5  | 3 | 2 | 1 | 200 | 187 | +13 |
| 2.   | Slovenia             | 5  | 3 | 2 | 1 | 191 | 189 | +2  |
| 3.   | Grecia               | 4  | 3 | 1 | 2 | 218 | 214 | +4  |
| 4.   | Bosnia ed Erzegovina | 4  | 3 | 1 | 2 | 181 | 200 | -19 |

| Latisana 13 luglio 2015, ore 16:30 UTC+1 | Bosnia ed Erzegovina | 59 – 63 referto | Slovenia | Palasport Latisana |

| Latisana 13 luglio 2015, ore 21:00 UTC+1 | Grecia | 71 – 80 referto | Polonia | Palasport Latisana |

| Latisana 14 luglio 2015, ore 16:30 UTC+1 | Polonia | 62 – 66 referto | Bosnia ed Erzegovina | Palasport Latisana |

| Latisana 14 luglio 2015, ore 21:0 UTC+1 | Slovenia | 78 – 72 referto | Grecia | Palasport Latisana |

| Latisana 15 luglio 2015, ore 18:15 UTC+1 | Bosnia ed Erzegovina | 56 – 75 referto | Grecia | Palasport Latisana |

| Latisana 15 luglio 2015, ore 21:00 UTC+1 | Polonia | 58 – 50 referto | Slovenia | Palasport Latisana |

### Fase a eliminazione diretta

#### Incontri dal 17º al 20º posto
|  | Semifinali 17º/20º posto | Semifinali 17º/20º posto | Semifinali 17º/20º posto |        |         | Finale 17º posto     | Finale 17º posto     | Finale 17º posto |  |
|  |                          |                          |                          |        |         |                      |                      |                  |  |
|  | Croazia                  | Croazia                  | 76                       |        |         |                      |                      |                  |  |
|  | Croazia                  | Croazia                  | 76                       |        |         |                      |                      |                  |  |
|  | Bosnia ed Erzegovina     | Bosnia ed Erzegovina     | 45                       |        |         |                      |                      |                  |  |
|  | Bosnia ed Erzegovina     | Bosnia ed Erzegovina     | 45                       |        | Croazia | Croazia              | 63                   |                  |  |
|  |                          |                          |                          |        | Croazia | Croazia              | 63                   |                  |  |
|  |                          |                          | Grecia                   | Grecia | 52      |                      |                      |                  |  |
|  | Grecia                   | Grecia                   | Grecia                   | Grecia | 52      | 74                   |                      |                  |  |
|  | Grecia                   | Grecia                   |                          |        |         | 74                   |                      |                  |  |
|  | Bulgaria                 | Bulgaria                 | 67                       |        |         | Finale 19º posto     | Finale 19º posto     | Finale 19º posto |  |
|  | Bulgaria                 | Bulgaria                 | 67                       |        |         |                      |                      |                  |  |
|  |                          |                          |                          |        |         |                      |                      |                  |  |
|  |                          |                          |                          |        |         | Bosnia ed Erzegovina | Bosnia ed Erzegovina | 88               |  |
|  |                          |                          |                          |        |         | Bosnia ed Erzegovina | Bosnia ed Erzegovina | 88               |  |
|  |                          |                          |                          |        |         | Bulgaria             | Bulgaria             | 78               |  |

#### Incontri dal 13º al 16º posto
|  | Semifinali 13º/16º posto | Semifinali 13º/16º posto | Semifinali 13º/16º posto |         |          | Finale 13º posto | Finale 13º posto | Finale 13º posto |  |
|  |                          |                          |                          |         |          |                  |                  |                  |  |
|  | Russia                   | Russia                   | 65                       |         |          |                  |                  |                  |  |
|  | Russia                   | Russia                   | 65                       |         |          |                  |                  |                  |  |
|  | Slovenia                 | Slovenia                 | 78                       |         |          |                  |                  |                  |  |
|  | Slovenia                 | Slovenia                 | 78                       |         | Slovenia | Slovenia         | 86               |                  |  |
|  |                          |                          |                          |         | Slovenia | Slovenia         | 86               |                  |  |
|  |                          |                          | Polonia                  | Polonia | 43       |                  |                  |                  |  |
|  | Polonia                  | Polonia                  | Polonia                  | Polonia | 43       | 86               |                  |                  |  |
|  | Polonia                  | Polonia                  |                          |         |          | 86               |                  |                  |  |
|  | Gran Bretagna            | Gran Bretagna            | 84                       |         |          | Finale 15º posto | Finale 15º posto | Finale 15º posto |  |
|  | Gran Bretagna            | Gran Bretagna            | 84                       |         |          |                  |                  |                  |  |
|  |                          |                          |                          |         |          |                  |                  |                  |  |
|  |                          |                          |                          |         |          | Russia           | Russia           | 62               |  |
|  |                          |                          |                          |         |          | Russia           | Russia           | 62               |  |
|  |                          |                          |                          |         |          | Gran Bretagna    | Gran Bretagna    | 86               |  |

#### Incontri dal 9º al 12º posto
|  | Semifinali 9/12º posto | Semifinali 9/12º posto | Semifinali 9/12º posto |         |        | Finale 9º posto  | Finale 9º posto  | Finale 9º posto  |  |
|  |                        |                        |                        |         |        |                  |                  |                  |  |
|  | Germania               | Germania               | 46                     |         |        |                  |                  |                  |  |
|  | Germania               | Germania               | 46                     |         |        |                  |                  |                  |  |
|  | Israele                | Israele                | 54                     |         |        |                  |                  |                  |  |
|  | Israele                | Israele                | 54                     |         | Italia | Italia           | 77               |                  |  |
|  |                        |                        |                        |         | Italia | Italia           | 77               |                  |  |
|  |                        |                        | Israele                | Israele | 69     |                  |                  |                  |  |
|  | Italia                 | Italia                 | Israele                | Israele | 69     | 73               |                  |                  |  |
|  | Italia                 | Italia                 |                        |         |        | 73               |                  |                  |  |
|  | Ucraina                | Ucraina                | 48                     |         |        | Finale 11º posto | Finale 11º posto | Finale 11º posto |  |
|  | Ucraina                | Ucraina                | 48                     |         |        |                  |                  |                  |  |
|  |                        |                        |                        |         |        |                  |                  |                  |  |
|  |                        |                        |                        |         |        | Ucraina          | Ucraina          | 62               |  |
|  |                        |                        |                        |         |        | Ucraina          | Ucraina          | 62               |  |
|  |                        |                        |                        |         |        | Germania         | Germania         | 72               |  |

#### Fase finale
|  | Quarti di finale | Quarti di finale |         |         | Semifinali                | Semifinali                |  |  | Finale | Finale |
|  |                  |                  |         |         |                           |                           |  |  |        |        |
|  |                  |                  |         |         |                           |                           |  |  |        |        |
|  |                  |                  |         |         |                           |                           |  |  |        |        |
|  | Francia          | 80               |         |         |                           |                           |  |  |        |        |
|  | Francia          | 80               |         |         |                           |                           |  |  |        |        |
|  | Rep. Ceca        | 58               |         |         |                           |                           |  |  |        |        |
|  | Rep. Ceca        | 58               | Francia | 61      |                           |                           |  |  |        |        |
|  |                  |                  | Francia | 61      |                           |                           |  |  |        |        |
|  |                  | Spagna           | 70      |         |                           |                           |  |  |        |        |
|  | Spagna           | Spagna           | 70      | 67      |                           |                           |  |  |        |        |
|  | Spagna           |                  |         | 67      |                           |                           |  |  |        |        |
|  | Belgio           | 55               |         |         |                           |                           |  |  |        |        |
|  | Belgio           | 55               | Spagna  | 64      |                           |                           |  |  |        |        |
|  |                  |                  | Spagna  | 64      |                           |                           |  |  |        |        |
|  |                  | Serbia           | 70      |         |                           |                           |  |  |        |        |
|  | Turchia          | Serbia           | 70      | 72      |                           |                           |  |  |        |        |
|  | Turchia          |                  |         | 72      |                           |                           |  |  |        |        |
|  | Lettonia         | 58               |         |         |                           |                           |  |  |        |        |
|  | Lettonia         | 58               | Turchia | 58      | Finale per il terzo posto | Finale per il terzo posto |  |  |        |        |
|  |                  |                  | Turchia | 58      | Finale per il terzo posto | Finale per il terzo posto |  |  |        |        |
|  |                  | Serbia           | 81      |         |                           |                           |  |  |        |        |
|  | Serbia           | Serbia           | 81      | 82      | Turchia                   | 84                        |  |  |        |        |
|  | Serbia           |                  |         | 82      | Turchia                   | 84                        |  |  |        |        |
|  | Lituania         | 69               |         | Francia | 74                        |                           |  |  |        |        |
|  | Lituania         | 69               |         |         | 74                        |                           |  |  |        |        |
|  |                  |                  |         |         |                           |                           |  |  |        |        |
|  |                  |                  |         |         |                           |                           |  |  |        |        |

|  | Semifinali 5/8º posto | Semifinali 5/8º posto | Semifinali 5/8º posto |          |           | Finale 5º posto | Finale 5º posto | Finale 5º posto |  |
|  |                       |                       |                       |          |           |                 |                 |                 |  |
|  | Belgio                | Belgio                | 81                    |          |           |                 |                 |                 |  |
|  | Belgio                | Belgio                | 81                    |          |           |                 |                 |                 |  |
|  | Rep. Ceca             | Rep. Ceca             | 96                    |          |           |                 |                 |                 |  |
|  | Rep. Ceca             | Rep. Ceca             | 96                    |          | Rep. Ceca | Rep. Ceca       | 66              |                 |  |
|  |                       |                       |                       |          | Rep. Ceca | Rep. Ceca       | 66              |                 |  |
|  |                       |                       | Lettonia              | Lettonia | 77        |                 |                 |                 |  |
|  | Lituania              | Lituania              | Lettonia              | Lettonia | 77        | 80              |                 |                 |  |
|  | Lituania              | Lituania              |                       |          |           | 80              |                 |                 |  |
|  | Lettonia              | Lettonia              | 82                    |          |           | Finale 7º posto | Finale 7º posto | Finale 7º posto |  |
|  | Lettonia              | Lettonia              | 82                    |          |           |                 |                 |                 |  |
|  |                       |                       |                       |          |           |                 |                 |                 |  |
|  |                       |                       |                       |          |           | Lituania        | Lituania        | 77              |  |
|  |                       |                       |                       |          |           | Lituania        | Lituania        | 77              |  |
|  |                       |                       |                       |          |           | Belgio          | Belgio          | 70              |  |

##### Quarti di finale
| Arbitri: | Srdan Dozai Lorenzo Baldini Pedro Coelho |

|             |          |            |
| Yabusele 13 | Punti    | 11 Peterka |
| Rozenfeld 6 | Assist   | 4 Půlpán   |
| Cornelie 10 | Rimbalzi | 4 Peterka  |

| Arbitri: | Serhij Zaščuk Haris Bijedic Zdenko Zubak |

|                |          |              |
| Hernangómez 17 | Punti    | 17 Kesteloot |
| Martín 5       | Assist   | 4 Hemeleers  |
| Hernangómez 15 | Rimbalzi | 7 Bako       |

| Arbitri: | Daniel Hierrezuelo Milos Koljensic Mario Majkic |

|                 |          |                 |
| Birsen 17       | Punti    | 17 Gludītis     |
| due giocatori 4 | Assist   | 2 tre giocatori |
| Koşut 8         | Rimbalzi | 11 Šmits        |

| Arbitri: | Carmelo Paternico Georgios Poursanidis Ciprian Stoica |

|                 |          |                  |
| Gudurić 17      | Punti    | 19 due giocatori |
| tre giocatori 3 | Assist   | 5 Kumelis        |
| Davidovac 9     | Rimbalzi | 5 Sabonis        |

##### Semifinali
| Arbitri: | Ademir Zurapović Sergei Beliakov Georgios Poursanidis |

|           |          |                   |
| Abalde 18 | Punti    | 19 Rozenfeld      |
| Martín 5  | Assist   | 2 Luwawu-Cabarrot |
| Martín 7  | Rimbalzi | 9 Luwawu-Cabarrot |

| Arbitri: | Oskars Lucis Serhij Zaščuk Oliver Krause |

|            |          |                 |
| Gudurić 21 | Punti    | 12 Uğurlu       |
| Gudurić 5  | Assist   | 4 due giocatori |
| Zagorac 6  | Rimbalzi | 7 Koşut         |

##### Finale 3º posto
| Arbitri: | Daniel Hierrezuelo Josip Radojkovic Gentian Cici |

|                  |          |                    |
| due giocatori 13 | Punti    | 19 Luwawu-Cabarrot |
| Uğurlu 4         | Assist   | 4 Duwiquet         |
| Özdemiroğlu 8    | Rimbalzi | 9 Lessort          |

##### Finalissima
| Arbitri: | Fernando Rocha Carmelo Paternico Milos Koljensic |

|            |          |                |
| Jaramaz 19 | Punti    | 18 Hernangómez |
| Apić 2     | Assist   | 3 Abalde       |
| Jaramaz 10 | Rimbalzi | 9 Hernangómez  |

## Classifica finale
| Campione d'Europa | Campione d'Europa    | Campione d'Europa |
| --- | -------------------- | --- |
| Serbia under 204 Rebić, 5 Zagorac, 6 Gudurić, 7 Rakićević, 8 Apić, 9 Babović, 10 Jaramaz, 11 Davidovac, 12 Bursać, 13 Kaplanović, 14 Šalić, 15 Tejić, All. Vladimir Đokić |                      | |
| Argento | Spagna               | Spagna under 204 Alonso, 5 Martín, 6 Abalde, 7 Sans, 8 Moix, 9 García, 10 Martínez, 11 Guerrero, 12 Sima, 13 Nogués, 14 Hernangómez, 15 Diop, All. Paco Redondo                                                         |
| Bronzo | Turchia              | Turchia under 204 Uğurlu, 5 Şanlı, 6 Özdemiroğlu, 7 Arar, 8 Birsen, 9 Koşut, 10 Geçim, 11 Özmızrak, 12 Demir, 13 Ulubay, 14 Yaşar, 15 Celep, All. Taner Günay                                                           |
| 4. | Francia              | Francia under 204 Rozenfeld, 5 Sidibé, 6 Dussoulier, 7 Carne, 8 Duwiquet, 9 Bouteille, 10 Luwawu-Cabarrot, 11 Galliou, 12 Cornelie, 13 Lessort, 14 Kaba, 15 Yabusele, All. Jean-Aimé Toupane                            |
| 5. | Lettonia             | Lettonia under 205 Engers, 7 Lomažs, 8 Žvīgurs, 9 Plavnieks, 10 Mežnieks, 11 Gludītis, 12 Pāže, 13 Šmits, 14 Geks, 15 Jaunzems, 16 Mālmanis, 33 Strādnieks, All. Arnis Vecvagars                                        |
| 6. | Rep. Ceca            | Rep. Ceca under 204 Kouřil, 5 Šoula, 6 Dragoun, 7 Dedek, 8 Kroutil, 9 Půlpán, 10 Stegbauer, 11 Svoboda, 12 Štěrba, 13 Škranc, 14 Peterka, 16 Pecháček, All. Petr Czudek                                                 |
| 7. | Lituania             | Lituania under 204 Jurgutis, 6 Valinskas, 7 Žalalis, 8 Kumelis, 9 Miniotas, 10 Šeškus, 11 Sabonis, 13 Kubilius, 19 Sajus, 23 Grabauskas, 34 Aukštikalnis, 35 Pipiras, All. Tomas Masiulis                               |
| 8. | Belgio               | Belgio under 204 Akyazılı, 5 Hemeleers, 6 Lecomte, 7 Peeters, 8 Benzouien, 9 Boxus, 10 Vanwijn, 11 Van Vliet, 12 Chapelle, 13 Kesteloot, 14 Bako, 15 Kohajda, All. Paul Vervaeck                                        |
| 9. | Italia               | Italia under 204 Cappelletti, 7 Lupusor, 8 Laquintana, 9 Spatti, 10 Spissu, 11 Vencato, 12 Flaccadori, 13 Fontecchio, 14 Akele, 18 Benetti, 19 Zilli, 20 Vedovato, All. Stefano Sacripanti                              |
| 10. | Israele              | Israele under 204 Weisz, 5 Sorkin, 6 Segev, 7 Sharon, 8 Szuchman, 9 Mor, 10 Leumi, 11 Segal, 12 Danino, 13 Zalmanson, 14 Ziv, 15 Levi, All. Dan Shamir                                                                  |
| 11. | Germania             | Germania under 204 Ebert, 5 Meisner, 6 Dizdarević, 7 Ferner, 8 Akpınar, 9 Grof, 10 Obst, 11 Heck, 12 Ugrai, 13 Joos, 14 Mayr, 22 Sengfelder, All. Frank Menz                                                            |
| 12. | Ucraina              | Ucraina under 204 Sydorov, 5 Bilous, 6 Boyarkin, 7 Terianyk, 8 Ruslov, 9 Kobec', 10 Balaban, 11 Tarasenko, 12 Dziuba, 13 Antypov, 14 Pryimak, 15 Orlov, All. Volodymyr Koval'                                           |
| 13. | Slovenia             | Slovenia under 204 Špan, 5 Nikolić, 6 Janc, 7 Čančar, 8 Kokol, 9 Mesiček, 10 Šantelj, 11 Grušovnik, 12 Kosi, 13 Ritlop, 14 Barbarič, 15 Karavdić, All. Damjan Novaković                                                 |
| Retrocesse in Divisione B |                      | |
| 14. | Polonia              | Polonia under 204 Nizioł, 5 Konopatzki, 6 Czosnowski, 7 Wadowski, 8 Dzierżak, 9 Włodarczyk, 10 Żołnierewicz, 11 Jeszke, 12 Witliński, 13 Stawiak, 14 Kulka, 15 Pruefer, All. Mariusz Niedbalski                         |
| 15. | Gran Bretagna        | Gran Bretagna under 204 Okros, 5 Soluade, 6 Nelson, 7 McSwiggan, 8 Williams, 9 Lautier-Ogunleye, 10 Dang-Akodo, 11 Bigby-Williams, 12 Gordon, 13 Smith, 14 Lawson, 15 Menzies, All. Douglas Leichner                    |
| 16. | Russia               | Russia under 203 Martynov, 4 Gavrilov, 7 Viktorov, 8 Malejko, 9 Žul'kov, 10 Gan'kevič, 13 Antonikovskij, 15 Kulikov, 17 Uchov, 20 Popov, 28 Tukmakov, 55 Kondakov, All. Michail Michajlov                               |
| 17. | Croazia              | Croazia under 204 Gulam, 5 Boban, 6 Božić, 7 Bošnjak, 8 Gabrić, 9 Ćorić, 10 Filipović, 11 Žganec, 12 Perić, 13 Bačak, 14 Radunić, 15 Jukić, All. Damir Milačić                                                          |
| 18. | Grecia               | Grecia under 204 Spyridōnidīs, 5 Liapīs, 6 Kōttas, 7 Christodoulou, 8 Poulianitīs, 9 Chatzinikolas, 10 Theodōrou, 11 Tsalmpourīs, 12 Mpillīs, 13 Stamatīs, 14 Oikonomopoulos, 15 Spyropoulos, All. Emmanouīl Manouselīs |
| 19. | Bosnia ed Erzegovina | Bosnia ed Erzegovina under 204 Zahiragić, 5 Ivković, 6 Gačić, 7 Buža, 8 Garić, 9 Milanović, 10 Lužaić, 11 Lončar, 12 Polutak, 13 Lakić, 14 Karamatić, 15 Tunović, All. Ljuba Vidačić                                    |
| 20. | Bulgaria             | Bulgaria under 206 Iliev, 7 Kočev, 8 Stavrev, 9 Hadžirusev, 10 Milov, 11 Ivkov, 13 Georgiev, 14 Pejčinov, 15 Vangelov, 20 Dimitrov, 23 Vasilev, 24 Sekulov, All. Ljudmil Hadžisotirov                                   |

## Division B
Il torneo di Division B si è svolto a Székesfehérvár, in Ungheria, dal 9 al 19 luglio 2015. Le prime tre classificate sono state promosse al FIBA EuroBasket Under-20 2016.
| Legenda                |
| ---------------------- |
| Promosse in Division A |

| Pos.    | Squadra     |
| ------- | ----------- |
| Oro     | Finlandia   |
| Argento | Svezia      |
| Bronzo  | Ungheria    |
| 4º      | Montenegro  |
| 5º      | Bielorussia |
| 6º      | Paesi Bassi |
| 7º      | Macedonia   |
| 8º      | Lussemburgo |
| 9º      | Portogallo  |
| 10º     | Slovacchia  |
| 11º     | Georgia     |
| 12º     | Armenia     |
| 13º     | Svizzera    |
| 14º     | Kosovo      |
| 15º     | Austria     |
| 16º     | Albania     |
| 17º     | Romania     |
| 18º     | Moldavia    |

## Statistiche
Le statistiche sono aggiornate alla conclusione della manifestazione, ed includono i giocatori che hanno disputato almeno il 50% degli incontri
Punti
| Pos. | Nome            | Gioc. | P.ti | PPG  |
| ---- | --------------- | ----- | ---- | ---- |
| 1    | Manu Lecomte    | 9     | 176  | 19,6 |
| 2    | Blaž Mesiček    | 8     | 133  | 16,6 |
| 3    | Nedim Buža      | 7     | 116  | 16,6 |
| 4    | Aleksej Nikolić | 9     | 148  | 16,4 |
| 5    | Martin Peterka  | 10    | 157  | 15,7 |

Rimbalzi
| Pos. | Nome                  | Gioc. | Rimb. | RPG  |
| ---- | --------------------- | ----- | ----- | ---- |
| 1    | Domantas Sabonis      | 10    | 132   | 13,2 |
| 2    | Oleksandr Antypov     | 9     | 94    | 10,4 |
| 3    | Kavell Bigby-Williams | 9     | 91    | 10,1 |
| 4    | Rolands Šmits         | 9     | 91    | 9,1  |
| 5    | Juancho Hernangómez   | 10    | 85    | 8,5  |

Assist
| Pos. | Nome               | Gioc. | Ass. | APG |
| ---- | ------------------ | ----- | ---- | --- |
| 1    | Radovan Kouřil     | 10    | 55   | 5,5 |
| 2    | Aleksandr Gavrilov | 9     | 39   | 4,3 |
| 3    | Aleksej Nikolić    | 9     | 36   | 4,0 |
| 4    | Kartal Özmızrak    | 10    | 37   | 3,7 |
| 5    | Luke Nelson        | 8     | 29   | 3,6 |

Rubate
| Pos. | Nome              | Gioc. | Rub. | SPG |
| ---- | ----------------- | ----- | ---- | --- |
| 1    | Morayo Soluade    | 9     | 22   | 2,4 |
| 3    | Nedim Buža        | 7     | 17   | 2,4 |
| 3    | Doğuş Özdemiroğlu | 10    | 23   | 2,3 |
| 4    | Nicola Akele      | 9     | 20   | 2,2 |
| 5    | Marko Gudurić     | 10    | 22   | 2,2 |

Stoppate
| Pos. | Nome                  | Gioc. | Stop. | BPG |
| ---- | --------------------- | ----- | ----- | --- |
| 1    | Emircan Koşut         | 10    | 29    | 2,9 |
| 2    | Kavell Bigby-Williams | 9     | 15    | 1,7 |
| 3    | Ilimane Diop          | 10    | 16    | 1,6 |
| 4    | Ben Lawson            | 9     | 13    | 1,4 |
| 5    | Ismaël Bako           | 9     | 12    | 1,3 |

Minuti
| Pos. | Nome              | Gioc. | Min. | MPG  |
| ---- | ----------------- | ----- | ---- | ---- |
| 1    | Blaž Mesiček      | 8     | 289  | 36,1 |
| 2    | Aleksej Nikolić   | 9     | 309  | 34,3 |
| 3    | Adi Zahiragić     | 9     | 293  | 32,6 |
| 4    | Domagoj Bošnjak   | 9     | 283  | 31,4 |
| 5    | Vincent Kesteloot | 10    | 313  | 31,3 |

## Riconoscimenti ai giocatori

### MVP del torneo
- Marko Gudurić

### Miglior quintetto del torneo
- Manu Lecomte
- Nikola Rebić
- Marko Gudurić
- Juancho Hernangómez
- Emircan Koşut